# Баскское кольцо-розарий
Баскский розарий (баскск. euskal arrosarioa) — особая форма чёток-розария, традиционно используемого басками. Представляет собой кольцо, надеваемое верующим во время молитвы на палец. Состоит из десяти утолщений-зёрен, посвящённых Деве Марии, и увенчано крестом (обычно равносторонним), посвящённым Христу. Могут изготавливаться из дерева и металла (обычно серебро или золото). Розарии, выполненные в ювелирной технике, могут использоваться в качестве украшения.
По розарию отсчитываются молитвы. На кресте читается Отче наш, на каждом зерне — Аве Мария. После использования отверстие в кольце обычно закрывается заглушкой с каким-либо изображением. Часто используется баскский крест, распространена надпись Ongia ene gogoa (с баск. — «Добродетель — моя воля»).

## Культурные параллели
Чётки в виде колец известны во многих католических регионах, в основном там, где по каким-либо причинам опасно или неудобно внешнее проявление своей религиозной принадлежности. Кольца-розарии были популярны у солдат, так как ношение полноценного розария было неудобно.
В Ирландии выработался иной тип розария с кольцом (см. ирландский розарий).
В православии также используются чётки, надеваемые на палец (так называемые «перстные чётки») как с крестом, так и без определённого начала для непрестанной молитвы.
- Кольцо-розарий
- Католическое однодекадное кольцо-розарий. Серебро
- Перстные чётки для непрестанной молитвы